# Adriana Serra
Adriana Serra (Milano, 29 marzo 1921 – Endine Gaiano, 13 novembre 1995) è stata un'attrice, conduttrice televisiva e annunciatrice televisiva italiana, nota per essere stata la terza vincitrice di Miss Italia nel 1941, quando ancora il concorso si chiamava 5000 lire per un sorriso.

## Biografia
Nata da genitori di origine sarda e siciliana, frequentò nel capoluogo lombardo i corsi di recitazione della locale Accademia di Arte Drammatica. Scritturata successivamente dalla Compagnia di Luigi Cimara come giovane attrice brillante, passò poi a recitare con Emma Gramatica e Dina Galli.
Nel 1941 fu la vincitrice del concorso 5000 lire per un sorriso (poi Miss Italia), affermandosi nel cinema diretta da Ferruccio Cerio nel film La prigione (1944), poi in film come L'innocente Casimiro (1945) di Carlo Campogalliani e Il vento m'ha cantato una canzone (1947) di Camillo Mastrocinque.
Nel dopoguerra apparve in diversi spettacoli di varietà, scritti da Garinei e Giovannini, Nelli e Mario Mangini, per approdare nella Compagnia di Totò, con il quale girò anche diversi film tra cui Fifa e arena (1948), I pompieri di Viggiù (1949) e Tototarzan (1950).
Nel 1954 passò a lavorare nei primi spettacoli della nascente televisione italiana con Mike Bongiorno, nel programma Fortunatissimo.

## L'attività televisiva
Nel 1954 abbandonò la carriera cinematografica e mantenne la sua popolarità anche nel nuovo medium, la televisione. Entrò nel gruppo delle pioniere delle signorine buonasera della Rai, venendo assegnata alla sede di Milano: in quel decennio la fama delle annunciatrici-attrici (quali Adriana Serra ed Emma Danieli) probabilmente superò quella delle professioniste della TV (come Fulvia Colombo e Nicoletta Orsomando).

### Programmi radiofonici
Si dedicò anche alla radio dove condusse:
- Musica in vacanza, con le orchestre di Gorni Kramer, Lelio Luttazzi (le domeniche alle ore 18,30, Secondo Programma, 1955)
- Le canzoni della fortuna (pre-edizione radio di Canzonissima, 1956, finale in Tv) - con Antonella Steni, Raffaele Pisu, Renato Turi

### Il Festival di Sanremo
Presentò con Enzo Tortora, il Festival di Sanremo 1959.

## Filmografia

Carlo Campanini, Adriana Serra e Carlo Dapporto in 11 uomini e un pallone (1948)

- Non mi muovo!, regia di Giorgio Simonelli (1943)
- T'amerò sempre, regia di Mario Camerini (1943)
- Apparizione, regia di Jean de Limur (1943)
- Il paese senza pace, regia di Leo Menardi (1943)
- La prigione, regia di Ferruccio Cerio (1944)
- L'innocente Casimiro, regia di Carlo Campogalliani (1945)
- Il vento m'ha cantato una canzone, regia di Camillo Mastrocinque (1947)
- 11 uomini e un pallone, regia di Giorgio Simonelli (1948)
- Fifa e arena, regia di Mario Mattoli (1948)
- Monaca santa, regia di Guido Brignone (1948)
- Se fossi deputato, regia di Giorgio Simonelli (1949)
- La cintura di castità, regia di Camillo Mastrocinque (1949)
- I pompieri di Viggiù, regia di Mario Mattoli (1949)
- Tototarzan, regia di Mario Mattoli (1950)
- La bisarca, regia di Giorgio Simonelli (1950)
- I due sergenti, regia di Carlo Alberto Chiesa (1951)
- Abbiamo vinto!, regia di Robert Adolf Stemmle (1951)
- Miracolo a Viggiù, regia di Luigi Giachino (1952)
- Mont Oriol, regia di Claudio Fino – miniserie TV (1958)

## Teatro

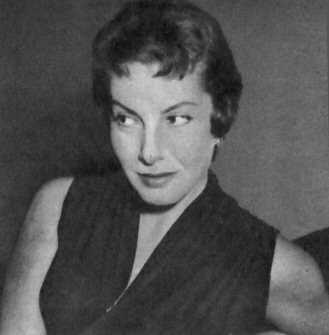
Adriana Serra nel 1956

- Che ti sei messo in testa?, testo e regia di Michele Galdieri, prima al Teatro Valle di Roma il 5 febbraio 1944.
- Roma città chiusa, con Aldo Fabrizi, Riccardo Billi, Chiaretta Gelli Maria Donati, Alberto Rabagliati, Flora Torrigiani (1945).
- Ma se ci toccano nel nostro debole... di Nelli, Mangini, Garinei e Giovannini, regia di Mario Mangini, prima al Teatro Valle di Roma 15 aprile 1947.
- Bada che ti mangio! di Michele Galdieri e Totò, regia di Galdieri, prima al Teatro Nuovo di Milano il 3 marzo 1949.